# Архипов Євген Валерійович
Євге́н Вале́рійович Архи́пов (рос. Евге́ний Вале́рьевич Архи́пов, нар. 4 січня 1992, Москва, Росія) — російський керлінгіст, учасник зимових Олімпійських ігор (2014). Срібний призер молодіжного чемпіонату Європи з керлінгу (2013). Майстер спорту Росії. Ведуча рука — права.

## Життєпис
Євген Архипов народився в Москві. Навчається у Російському державному університеті фізичної культури. Двічі ставав чемпіоном Росії серед молоді. У 2013 році здобув «срібло» молодіжного чемпіонату Європи з керлінгу, того ж року почав залучатися до національної збірної Росії.
У лютому 2014 року в складі збірної Росії, що отримала право брати участь у турнірі без відбіркових змагань, боровся за нагороди зимових Олімпійських ігор у Сочі. З 9 проведених на Іграх матчів росіянам вдалося перемогти лише у трьох, внаслідок чого вони посіли підсумкове сьоме місце і до раунду плей-оф не потрапили.

## Виступи на Олімпійських іграх
| Змагання                     | Місто | Місце | %   |
| ---------------------------- | ----- | ----- | --- |
| Зимові Олімпійські ігри 2014 | Сочі  | 7     | 69% |